# 弗伦
弗伦是德国莱茵兰-普法尔茨州的一个市镇。总面积9.79平方公里，总人口2687人，其中男性1336人，女性1351人（2011年12月31日），人口密度274人/平方公里。

## 友好城市
- 法國 莫内托